# Lambula contigua
Lambula contigua är en fjärilsart som beskrevs av Rothschild 1916. Lambula contigua ingår i släktet Lambula och familjen björnspinnare. Inga underarter finns listade i Catalogue of Life.